# Пам'ятки неоліту на Оркнейських островах
58°59′45.8″ пн. ш. 3°11′19.2″ зх. д. / 58.996056° пн. ш. 3.188667° зх. д.
Па́м'ятки неолі́ту на Оркне́йських острова́х (англ. Heart of Neolithic Orkney) — група пам'яток епохи Неоліту, знайдених на Оркнейських островах, Шотландія (переважно на острові Мейнленд), 1999 року введена до списку Світової спадщини ЮНЕСКО.
Об'єкт Світової спадщини складається з таких археологічних ділянок:
1. Мейсхау — унікальний камерний каїрн та коридорна гробниця, збудовані таким чином, що світло потрапляло до центральної камери протягом зимового сонцестояння. Споруда була захоплена та розграбована вікінгами, від яких залишилася найбільша колекція рунічних написів у світі[2].
2. Мегаліти Стеннеса — чотири мегаліти, що залишилися від кам'яної структури усередині хенджа, найбільший 6 м заввишки[3][4].
3. Коло Бродгара — кам'яне коло 104 м в діаметрі, що оригінально складалося з 60 каменів, встановлених уздовж рову 3 м завглибшки і 10 м завширшки[5][6].
4. Скара-Брей — селище з близько 10 збережених домівок, найкраще збережене поселення епохи неоліту в Європі[7].

До об'єкта також відноситься відносно велике число інших, менш досліджених і тому менш відомих, пам'яток. Серед них, зокрема, Несс Бродгара — археологічна ділянка між Колом Бродгара і Мегалітами Стеннеса, де були знайдені залишки житлових споруд, декорованих кам'яними пластинами, масивної кам'яної стіни та великої будівлі, описаної як неолітичний «собор».

## Ресурси Інтернету
- Historic Scotland Official Website [Архівовано 19 лютого 2008 у Wayback Machine.]
- Orkneyjar [Архівовано 3 серпня 2009 у Wayback Machine.]
- Wickham-Jones, Caroline (2007) Orkney: A Historical Guide. Edinburgh. Birlinn.